# Sherpur (underdistrikt)
Sherpur är ett underdistrikt i Bangladesh. Det ligger i den centrala delen av landet, 140 km nordväst om huvudstaden Dhaka.
Trakten runt Sherpur består till största delen av jordbruksmark. Runt Sherpur är det mycket tätbefolkat, med 1 056 invånare per kvadratkilometer.